# Petro Korol
Petro Kindratowycz Korol, ukr. Петро Кіндратович Король (ur. 2 stycznia 1941 w Briedach, zm. 2 lipca 2015 we Lwowie) – ukraiński sztangista reprezentujący Związek Socjalistycznych Republik Radzieckich, złoty medalista olimpijski, trzykrotny mistrz świata (1974–1976) oraz mistrz Europy (1975) w podnoszeniu ciężarów.

## Osiągnięcia

### Letnie igrzyska olimpijskie
- Montreal 1976 –  złoty medal (waga lekka)

### Mistrzostwa świata
- Manila 1974 –  złoty medal (waga lekka)
- Moskwa 1975 –  złoty medal (waga lekka)
- Montreal 1976 –  złoty medal (waga lekka) – mistrzostwa rozegrano w ramach zawodów olimpijskich

### Mistrzostwa Europy
- Moskwa 1975 –  złoty medal (waga lekka)

### Mistrzostwa Związku Radzieckiego
- 1966 –  brązowy medal (waga lekka)
- 1967 –  brązowy medal (waga lekka)
- 1968 –  brązowy medal (waga lekka)
- 1969 –  brązowy medal (waga lekka)
- 1970 –  brązowy medal (waga lekka)
- 1971 –  srebrny medal (waga lekka)
- 1972 –  złoty medal (waga lekka)
- 1973 –  srebrny medal (waga średnia)
- 1974 –  srebrny medal (waga lekka)

### Letnia Spartakiada Narodów ZSRR
- 1967 –  brązowy medal (waga lekka)
- 1971 –  srebrny medal (waga lekka)

### Puchar Związku Radzieckiego
- 1970 –  złoty medal (waga lekka)
- 1971 –  złoty medal (waga lekka)

### Rekordy świata
- Rostów nad Donem 11.03.1971 – 171 kg w podrzucie (waga lekka)
- Sofia 22.06.1971 – 173,5 kg w podrzucie (waga lekka)
- Tallinn 12.04.1972 – 175 kg w podrzucie (waga lekka)